# Ordnance Survey

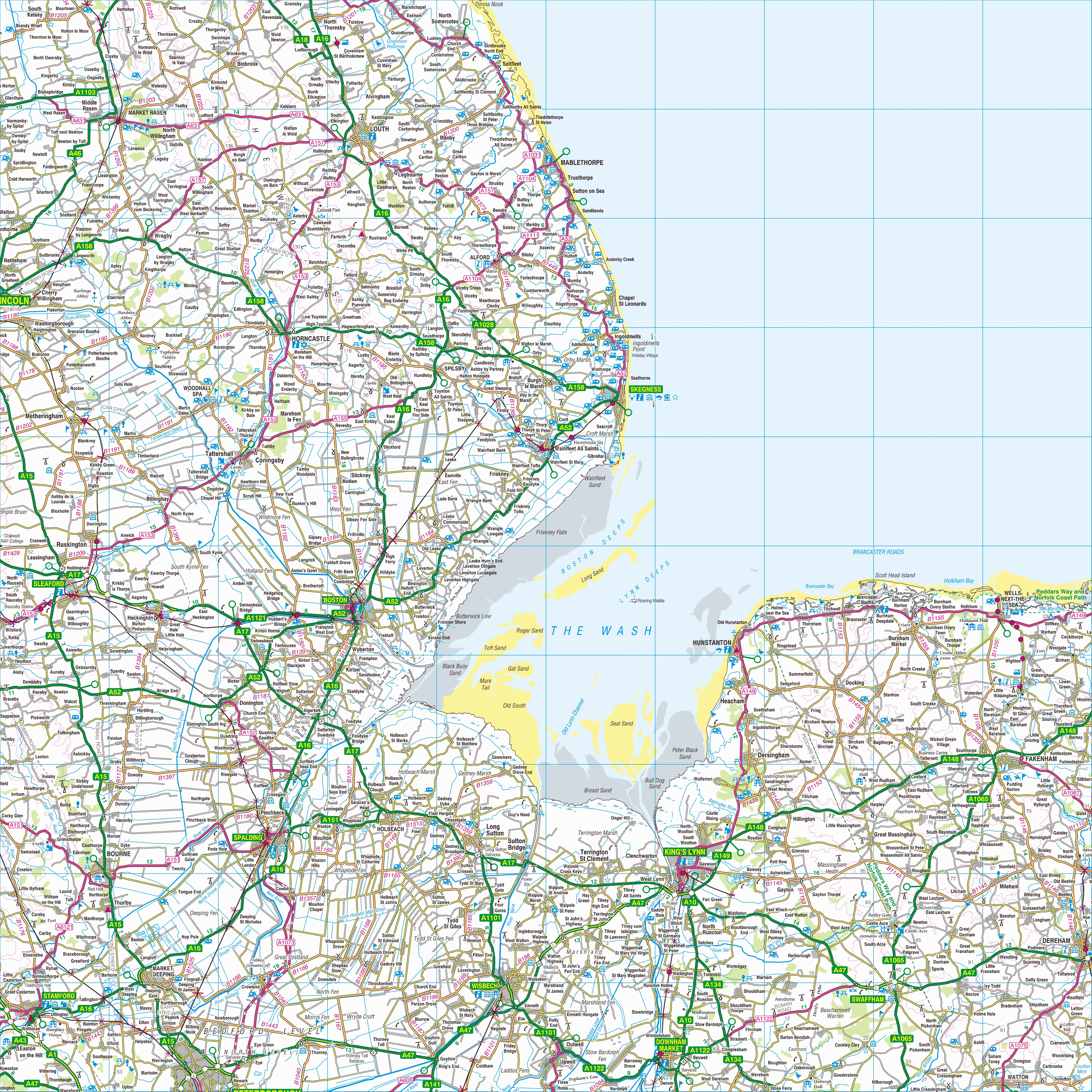
Mapa Ordnance Survey w skali 1:250 000

Ordnance Survey - agencja i wydział rządu Wielkiej Brytanii zajmujący się sporządzaniem map Wielkiej Brytanii. Nazwa jest odbiciem wojskowego pochodzenia instytucji. Roczny przychód firmy wynosi 120 mln funtów.

## Historia
Korzenie Ordnance Survey sięgają roku 1747 kiedy to podpułkownik David Watson zaproponował utworzenie mapy szkockiego regionu Highlands dla ułatwienia walki z klanami w powstaniu Jakobitów. W odpowiedzi król Jerzy II zarządził wykonanie mapy Szkocji. W roku 1791 podczas planowania obrony przed ewentualną inwazją, rząd postanowił wykonać dokładne mapy południowego wybrzeża Anglii i powierzył to zadanie ówczesnemu ministerstwu obrony pod nazwą Board of Ordnance, co dało początek nazwie przedsiębiorstwa.

## Profil produkcji
Ordnance Survey wydał ok. 650 map turystycznych pokrywających całe terytorium Wielkiej Brytanii, w skali 1:10 000 i 1:50 000. a rocznie sprzedaje 2.5 miliona map. Jednak obecnie 90 procent działalności firmy stanowi sporządzanie map cyfrowych zarówno dla instytucji publicznych jak i prywatnych. Firma zatrudnia 1200 osób w tym 300 geodetów. Od roku 2010 dostęp do części map on-line jest bezpłatny.